# Łęg Piekarski
Łęg Piekarski – wieś w Polsce położona w województwie wielkopolskim, w powiecie tureckim, w gminie Dobra.
W latach 1975–1998 miejscowość administracyjnie należała do województwa konińskiego.
Wieś położona jest w dolinie Warty, około 8 kilometrów na południowy wschód od Dobrej.
Odkryto tu cmentarzysko ze starszego okresu rzymskiego (I-II w. n.e.), składające się z trzech tzw. grobów książęcych. Były one miejscem pochówku najzamożniejszych naczelników lub wodzów plemiennych. Na pierwszy z nich, prawdopodobnie szkieletowy, obudowany kamieniami, natrafiono w 1933 roku. Jego wyposażenie, m.in. dwie srebrne czarki, brązowe wiadro i oprawa kasetki, zaginęło w czasie okupacji. Drugi grób – odkryty w 1936 roku – był pochówkiem szkieletowym, również obudowanym kamieniami. Znaleziono w nim dwie identyczne czarki ze srebra, liczne wyroby z brązu, m.in.: dzban, wiadro, misę i paterę, a także cztery kości do gry i 34 szklane kamienie do gry w pięciu kolorach. Trzeci grobowiec – ciałopalny, popielnicowy – odkryto w 1947 roku. Tutaj także znajdowały się dwie srebrne czarki, kilka wyrobów z brązu oraz miseczka z niebieskozielonego szkła. Wyposażenie grobów wskazuje na intensywny rozwój społeczny mieszkających tu plemion. Jest również świadectwem ich rozległych kontaktów handlowych.